# イタリアフィギュアスケート選手権
イタリアフィギュアスケート選手権（イタリア語：Campionati Italiani di Figura）は、イタリアのフィギュアスケート競技会。

## 概要
イタリアのフィギュアスケート選手権は、シニアクラスとジュニアクラスの男女シングル、ペア、アイスダンスの4種目で行われ、開催日は12月に開催されたり年明け1月に開催されたりまちまちである。また、シンクロナイズドスケーティングのジュニアクラスとシニアクラスの国内選手権も同時開催されている。

## 歴代メダリスト

### 男子シングル
| 年        | 開催地                     | 金                                 | 銀                                 | 銅                                 |            |
| --------- | -------------------------- | ---------------------------------- | ---------------------------------- | ---------------------------------- | ---------- |
| 1998/1999 |                            | アンジェロ・ドルフィーニ           |                                    |                                    |            |
| 1999/2000 | ミラノ                     | アンジェロ・ドルフィーニ           | カレル・ゼレンカ                   |                                    |            |
| 2000/2001 | ミラノ                     | アンジェロ・ドルフィーニ           | カレル・ゼレンカ                   | 競技者なし                         | 競技者なし |
| 2001/2002 | ミラノ                     | アンジェロ・ドルフィーニ           | カレル・ゼレンカ                   | パオロ・バッキーニ                 |            |
| 2002/2003 | レッコ                     | カレル・ゼレンカ                   | パオロ・バッキーニ                 | ファビオ・マスカレッロ             |            |
| 2003/2004 | ミラノ                     | カレル・ゼレンカ                   | パオロ・バッキーニ                 | マルコ・ファッブリ                 |            |
| 2004/2005 | メラーノ                   | カレル・ゼレンカ                   | パオロ・バッキーニ                 | マルコ・ファッブリ                 |            |
| 2005/2006 | セスト・サン・ジョヴァンニ | カレル・ゼレンカ                   | パオロ・バッキーニ                 | ダニエル・ディンカ                 |            |
| 2006/2007 | トレント                   | カレル・ゼレンカ                   | マルコ・ファッブリ                 | パオロ・バッキーニ                 |            |
| 2007/2008 | ミラノ                     | サミュエル・コンテスティ           | カレル・ゼレンカ                   | パオロ・バッキーニ                 |            |
| 2008/2009 | ピネローロ                 | サミュエル・コンテスティ           | パオロ・バッキーニ                 | ルベン・エッランパッリ             |            |
| 2009/2010 | ブレシア                   | サミュエル・コンテスティ           | パオロ・バッキーニ                 | カレル・ゼレンカ                   |            |
| 2010/2011 | ミラノ                     | サミュエル・コンテスティ           | パオロ・バッキーニ                 | ファビオ・マスカレッロ             |            |
| 2011/2012 | クールマイユール           | サミュエル・コンテスティ           | パオロ・バッキーニ                 | ポール・ボニファシオ・パーキンソン |            |
| 2012/2013 | ミラノ                     | ポール・ボニファシオ・パーキンソン | パオロ・バッキーニ                 | マウリツィオ・ザンドロン           |            |
| 2013/2014 | メラーノ                   | イヴァン・リギーニ                 | ポール・ボニファシオ・パーキンソン | パオロ・バッキーニ                 |            |
| 2014/2015 | トリノ                     | イヴァン・リギーニ                 | マッテオ・リッツォ                 | カルロ・ヴィットリオ・パレルモ     |            |
| 2015/2016 | トリノ                     | イヴァン・リギーニ                 | マッテオ・リッツォ                 | マウリツィオ・ザンドロン           |            |
| 2016/2017 | エーニャ                   | イヴァン・リギーニ                 | マッテオ・リッツォ                 | マウリツィオ・ザンドロン           |            |
| 2017/2018 | ミラノ                     | マッテオ・リッツォ                 | イヴァン・リギーニ                 | マウリツィオ・ザンドロン           |            |
| 2018/2019 | トレント                   | ダニエル・グラスル                 | マッテオ・リッツォ                 | マッティア・ダッラ・トッレ         |            |
| 2019/2020 | ベルガモ                   | ダニエル・グラスル                 | マッテオ・リッツォ                 | マッティア・ダッラ・トッレ         |            |
| 2020/2021 | エーニャ                   | ダニエル・グラスル                 | マッテオ・リッツォ                 | ガブリエレ・フランジパーニ         |            |
| 2021/2022 | トリノ                     | ダニエル・グラスル                 | マッテオ・リッツォ                 | ガブリエレ・フランジパーニ         |            |
| 2022/2023 | ブルーニコ                 | マッテオ・リッツォ                 | ニコライ・メモラ                   | ガブリエレ・フランジパーニ         |            |
| 2023/2024 | ピネローロ                 | ニコライ・メモラ                   | ガブリエレ・フランジパーニ         | コレイ・サーセリ                   |            |
| 2024/2025 | ヴァレーゼ                 | ダニエル・グラスル                 | ニコライ・メモラ                   | ガブリエレ・フランジパーニ         |            |

### 女子シングル
| 年        | 開催地                     | 金                         | 銀                           | 銅                                 |
| --------- | -------------------------- | -------------------------- | ---------------------------- | ---------------------------------- |
| 1996/1997 |                            |                            |                              | シルビア・フォンタナ               |
| 1997/1998 |                            |                            | シルビア・フォンタナ         |                                    |
| 1998/1999 |                            | シルビア・フォンタナ       | ヴァネッサ・ジュンキ         |                                    |
| 1999/2000 | ミラノ                     | シルビア・フォンタナ       | ヴァネッサ・ジュンキ         |                                    |
| 2000/2001 | ミラノ                     | ヴァネッサ・ジュンキ       | シルビア・フォンタナ         | クラウディア・ディ・コンスタンツォ |
| 2001/2002 | ミラノ                     | シルビア・フォンタナ       | ヴァネッサ・ジュンキ         | クラウディア・ディ・コンスタンツォ |
| 2002/2003 | レッコ                     | カロリーナ・コストナー     | ヴァネッサ・ジュンキ         | ジョルジャ・カッロッサ             |
| 2003/2004 | ミラノ                     | ヴァレンティーナ・マルケイ | カロリーナ・コストナー       | マルティーナ・ササネッリ           |
| 2004/2005 | メラーノ                   | カロリーナ・コストナー     | ヴァレンティーナ・マルケイ   | ニコーレ・デラ・モニカ             |
| 2005/2006 | セスト・サン・ジョヴァンニ | カロリーナ・コストナー     | シルビア・フォンタナ         | カテリーナ・ガバネッラ             |
| 2006/2007 | トレント                   | カロリーナ・コストナー     | ステファニア・ベルトン       | ヴァレンティーナ・マルケイ         |
| 2007/2008 | ミラノ                     | ヴァレンティーナ・マルケイ | ステファニア・ベルトン       | フランチェスカ・リオ               |
| 2008/2009 | ピネローロ                 | カロリーナ・コストナー     | フランチェスカ・リオ         | ステファニア・ベルトン             |
| 2009/2010 | ブレシア                   | ヴァレンティーナ・マルケイ | カロリーナ・コストナー       | アリーチェ・ガルリージ             |
| 2010/2011 | ミラノ                     | カロリーナ・コストナー     | ヴァレンティーナ・マルケイ   | アメリア・シュヴァインベッカー     |
| 2011/2012 | クールマイユール           | ヴァレンティーナ・マルケイ | フランチェスカ・リオ         | ロベルタ・ロデギエーロ             |
| 2012/2013 | ミラノ                     | カロリーナ・コストナー     | ヴァレンティーナ・マルケイ   | ジャダ・ルッソ                     |
| 2013/2014 | メラーノ                   | ヴァレンティーナ・マルケイ | フランチェスカ・リオ         | ロベルタ・ロデギエーロ             |
| 2014/2015 | トリノ                     | ジャダ・ルッソ             | ロベルタ・ロデギエーロ       | ミコール・クリスティーニ           |
| 2015/2016 | トリノ                     | ジャダ・ルッソ             | ロベルタ・ロデギエーロ       | サラ・カゼッラ                     |
| 2016/2017 | エーニャ                   | カロリーナ・コストナー     | ロベルタ・ロデギエーロ       | ジャダ・ルッソ                     |
| 2017/2018 | ミラノ                     | カロリーナ・コストナー     | ジャダ・ルッソ               | エリザベッタ・レッカルディ         |
| 2018/2019 | トレント                   | アレッシア・トルナギ       | ルクレツィア・ベッカーリ     | ララ・ナキ・グットマン             |
| 2019/2020 | ベルガモ                   | アレッシア・トルナギ       | マリーナ・ピレッダ           | ララ・ナキ・グットマン             |
| 2020/2021 | エーニャ                   | ララ・ナキ・グットマン     | ギネヴラ・ラビニア・ネグレロ | ルクレツィア・ベッカーリ           |
| 2021/2022 | トリノ                     | ララ・ナキ・グットマン     | アンナ・ペゼッタ             | マリーナ・ピレッダ                 |
| 2022/2023 | ブルーニコ                 | ララ・ナキ・グットマン     | ギネヴラ・ラビニア・ネグレロ | アンナ・ペゼッタ                   |
| 2023/2024 | ピネローロ                 | サリナ・ヨース             | ララ・ナキ・グットマン       | アンナ・ペゼッタ                   |
| 2024/2025 | ヴァレーゼ                 | アンナ・ペゼッタ           | ララ・ナキ・グットマン       | マリーナ・ピレッダ                 |

### ペア
| 年        | 開催地                     | 金                                                    | 銀                                                        | 銅                                                            |            |
| --------- | -------------------------- | ----------------------------------------------------- | --------------------------------------------------------- | ------------------------------------------------------------- | ---------- |
| 2000/2001 | ミラノ                     | Michela Cobisi and Ruben De Pra                       | 競技者なし                                                | 競技者なし                                                    |            |
| 2001/2002 | ミラノ                     | Michela Cobisi and Ruben De Pra                       | 競技者なし                                                | 競技者なし                                                    |            |
| 2002/2003 | レッコ                     | 非実施                                                | 非実施                                                    | 非実施                                                        |            |
| 2003/2004 | ミラノ                     | 非実施                                                | 非実施                                                    | 非実施                                                        |            |
| 2004/2005 | メラーノ                   | 非実施                                                | 非実施                                                    | 非実施                                                        |            |
| 2005/2006 | セスト・サン・ジョヴァンニ | 非実施                                                | 非実施                                                    | 非実施                                                        |            |
| 2006/2007 | トレント                   | ラウラ・マジッテリ and オンドレイ・ホタレック         | 競技者なし                                                | 競技者なし                                                    |            |
| 2007/2008 | ミラノ                     | ラウラ・マジッテリ and オンドレイ・ホタレック         | マリカ・ザンフォルリン and フェデリコ・デリ・エスポスティ | 競技者なし                                                    |            |
| 2008/2009 | ピネローロ                 | ニコーレ・デラ・モニカ and ヤニック・ココン           | マリカ・ザンフォルリン and フェデリコ・デリ・エスポスティ | 競技者なし                                                    |            |
| 2009/2010 | ブレシア                   | ニコーレ・デラ・モニカ and ヤニック・ココン           | ステファニア・ベルトン and オンドレイ・ホタレック         | マリカ・ザンフォルリン and フェデリコ・デリ・エスポスティ     |            |
| 2010/2011 | ミラノ                     | ステファニア・ベルトン and オンドレイ・ホタレック     | 競技者なし                                                | 競技者なし                                                    |            |
| 2011/2012 | クールマイユール           | ステファニア・ベルトン and オンドレイ・ホタレック     | カロリーナ・ジッレスピエ and ルカ・デマッテ               | 競技者なし                                                    |            |
| 2012/2013 | ミラノ                     | ステファニア・ベルトン and オンドレイ・ホタレック     | ニコーレ・デラ・モニカ and マッテオ・グアリーゼ           | 競技者なし                                                    |            |
| 2013/2014 | メラーノ                   | ステファニア・ベルトン and オンドレイ・ホタレック     | ニコーレ・デラ・モニカ and マッテオ・グアリーゼ           | ジュリア・フォレスティ and ルカ・デマッテ                     |            |
| 2014/2015 | トリノ                     | ヴァレンティーナ・マルケイ and オンドレイ・ホタレック | ニコーレ・デラ・モニカ and マッテオ・グアリーゼ           | アレッサンドラ・チェルヌースキ and フィリッポ・アンブロジーニ |            |
| 2015/2016 | トリノ                     | ニコーレ・デラ・モニカ and マッテオ・グアリーゼ       | ヴァレンティーナ・マルケイ and オンドレイ・ホタレック     | ビアンカ・マナコルダ and ニッコロ・マチー                     |            |
| 2016/2017 | エーニャ                   | ニコーレ・デラ・モニカ and マッテオ・グアリーゼ       | ヴァレンティーナ・マルケイ and オンドレイ・ホタレック     | レベッカ・ギラルディ and フィリッポ・アンブロジーニ           |            |
| 2017/2018 | ミラノ                     | ニコーレ・デラ・モニカ and マッテオ・グアリーゼ       | ヴァレンティーナ・マルケイ and オンドレイ・ホタレック     | レベッカ・ギラルディ and フィリッポ・アンブロジーニ           |            |
| 2018/2019 | トレント                   | ニコーレ・デラ・モニカ and マッテオ・グアリーゼ       | レベッカ・ギラルディ and フィリッポ・アンブロジーニ       | 競技者なし                                                    | 競技者なし |
| 2019/2020 | ベルガモ                   | ニコーレ・デラ・モニカ and マッテオ・グアリーゼ       | レベッカ・ギラルディ and フィリッポ・アンブロジーニ       | サラ・コンティ and ニッコロ・マチー                           |            |
| 2020/2021 | エーニャ                   | ニコーレ・デラ・モニカ and マッテオ・グアリーゼ       | レベッカ・ギラルディ and フィリッポ・アンブロジーニ       | サラ・コンティ and ニッコロ・マチー                           |            |
| 2021/2022 | トリノ                     | ニコーレ・デラ・モニカ and マッテオ・グアリーゼ       | レベッカ・ギラルディ and フィリッポ・アンブロジーニ       | サラ・コンティ and ニッコロ・マチー                           |            |
| 2022/2023 | ブルーニコ                 | サラ・コンティ and ニッコロ・マチー                   | レベッカ・ギラルディ and フィリッポ・アンブロジーニ       | Lucrezia Beccari and マッテオ・グアリーゼ                     |            |
| 2023/2024 | ピネローロ                 | レベッカ・ギラルディ / フィリッポ・アンブロジーニ     | Lucrezia Beccari / マッテオ・グアリーゼ                   | Anna Valesi / Manuel Piazza                                   |            |
| 2024/2025 | ヴァレーゼ                 | サラ・コンティ / ニッコロ・マチー                     | レベッカ・ギラルディ / フィリッポ・アンブロジーニ         | Irma Caldara / Riccardo Maglio                                |            |

### アイスダンス
| 年        | 開催地                     | 金                                                    | 銀                                                                | 銅                                                                |
| --------- | -------------------------- | ----------------------------------------------------- | ----------------------------------------------------------------- | ----------------------------------------------------------------- |
| 1994/1995 |                            | バーバラ・フーザル＝ポリ and マウリツィオ・マルガリオ |                                                                   |                                                                   |
| 1995/1996 |                            | バーバラ・フーザル＝ポリ and マウリツィオ・マルガリオ |                                                                   |                                                                   |
| 1996/1997 |                            | バーバラ・フーザル＝ポリ and マウリツィオ・マルガリオ |                                                                   |                                                                   |
| 1997/1998 |                            | バーバラ・フーザル＝ポリ and マウリツィオ・マルガリオ |                                                                   |                                                                   |
| 1998/1999 |                            | バーバラ・フーザル＝ポリ and マウリツィオ・マルガリオ |                                                                   |                                                                   |
| 1999/2000 | ミラノ                     | バーバラ・フーザル＝ポリ and マウリツィオ・マルガリオ | フェデリカ・ファイエラ and ルチアーノ・ミーロ                     |                                                                   |
| 2000/2001 | ミラノ                     | バーバラ・フーザル＝ポリ and マウリツィオ・マルガリオ | ヴァレンティーナ・アンセルミ and ファブリツィオ・ペドラッツィーニ | グロリア・アゴリアーティ and ルチアーノ・ミーロ                   |
| 2001/2002 | ミラノ                     | バーバラ・フーザル＝ポリ and マウリツィオ・マルガリオ | フェデリカ・ファイエラ and マッシモ・スカリ                       | ヴァレンティーナ・アンセルミ and ファブリツィオ・ペドラッツィーニ |
| 2002/2003 | レッコ                     | フェデリカ・ファイエラ and マッシモ・スカリ           | マルタ・パオレッティ and ファブリツィオ・ペドラッツィーニ         | 競技者なし                                                        |
| 2003/2004 | ミラノ                     | フェデリカ・ファイエラ and マッシモ・スカリ           | アレッシア・アウレーリ and アンドレーア・ヴァトゥーリ             | アレッシア・アヴァンツィーニ and ルーカ・ロンバルディ             |
| 2004/2005 | メラーノ                   | フェデリカ・ファイエラ and マッシモ・スカリ           | アレッシア・アウレーリ and アンドレーア・ヴァトゥーリ             | アンナ・カッペリーニ and マッテオ・ザンニ                         |
| 2005/2006 | セスト・サン・ジョヴァンニ | バーバラ・フーザル＝ポリ and マウリツィオ・マルガリオ | フェデリカ・ファイエラ and マッシモ・スカリ                       | アレッシア・アウレーリ and アンドレーア・ヴァトゥーリ             |
| 2006/2007 | トレント                   | フェデリカ・ファイエラ and マッシモ・スカリ           | アンナ・カッペリーニ and ルカ・ラノッテ                           | 競技者なし                                                        |
| 2007/2008 | ミラノ                     | フェデリカ・ファイエラ and マッシモ・スカリ           | アンナ・カッペリーニ and ルカ・ラノッテ                           | アレッシア・アウレーリ and マルコ・ガラヴァーリア                 |
| 2008/2009 | ピネローロ                 | フェデリカ・ファイエラ and マッシモ・スカリ           | アンナ・カッペリーニ and ルカ・ラノッテ                           | イザベッラ・パヤールディ and ステファノ・カルーゾ                 |
| 2009/2010 | ブレシア                   | フェデリカ・ファイエラ and マッシモ・スカリ           | アンナ・カッペリーニ and ルカ・ラノッテ                           | フェデリカ・テスタ and クリストファー・ミオール                   |
| 2010/2011 | ミラノ                     | フェデリカ・テスタ and クリストファー・ミオール       | シャルレーヌ・ギニャール and マルコ・ファッブリ                   | ロレンツァ・アレッサンドリーニ and シモーネ・バトゥーリ           |
| 2011/2012 | クールマイユール           | アンナ・カッペリーニ and ルカ・ラノッテ               | シャルレーヌ・ギニャール and マルコ・ファッブリ                   | ロレンツァ・アレッサンドリーニ and シモーネ・バトゥーリ           |
| 2012/2013 | ミラノ                     | アンナ・カッペリーニ and ルカ・ラノッテ               | シャルレーヌ・ギニャール and マルコ・ファッブリ                   | フェデリカ・ベルナルディ and クリストファー・ミオール             |
| 2013/2014 | メラーノ                   | アンナ・カッペリーニ and ルカ・ラノッテ               | シャルレーヌ・ギニャール and マルコ・ファッブリ                   | ロレンツァ・アレッサンドリーニ and シモーネ・バトゥーリ           |
| 2014/2015 | トリノ                     | アンナ・カッペリーニ and ルカ・ラノッテ               | シャルレーヌ・ギニャール and マルコ・ファッブリ                   | 小松原美里 and アンドレア・ファッブリ                             |
| 2015/2016 | トリノ                     | アンナ・カッペリーニ and ルカ・ラノッテ               | シャルレーヌ・ギニャール and マルコ・ファッブリ                   | 小松原美里 and アンドレア・ファッブリ                             |
| 2016/2017 | エーニャ                   | アンナ・カッペリーニ and ルカ・ラノッテ               | シャルレーヌ・ギニャール and マルコ・ファッブリ                   | ジャスミン・テッサーリ and フランチェスコ・フィオレッティ         |
| 2017/2018 | ミラノ                     | アンナ・カッペリーニ and ルカ・ラノッテ               | シャルレーヌ・ギニャール and マルコ・ファッブリ                   | ジャスミン・テッサーリ and フランチェスコ・フィオレッティ         |
| 2018/2019 | トレント                   | シャルレーヌ・ギニャール and マルコ・ファッブリ       | ジャスミン・テッサーリ and フランチェスコ・フィオレッティ         | Carolina Moscheni and アンドレア・ファッブリ                      |
| 2019/2020 | ベルガモ                   | シャルレーヌ・ギニャール and マルコ・ファッブリ       | ジャスミン・テッサーリ and フランチェスコ・フィオレッティ         | Katrine Roy and Claudio Pietrantonio                              |
| 2020/2021 | エーニャ                   | シャルレーヌ・ギニャール and マルコ・ファッブリ       | Carolina MOSCHENI and フランチェスコ・フィオレッティ              | Chiara Calderone and Francesco Riva                               |
| 2021/2022 | トリノ                     | シャルレーヌ・ギニャール and マルコ・ファッブリ       | Carolina MOSCHENI and フランチェスコ・フィオレッティ              | Elisabetta LeccardiI and Mattia Dalla Torre                       |
| 2022/2023 | ブルーニコ                 | シャルレーヌ・ギニャール and マルコ・ファッブリ       | Victoria Manni and Carlo Rothlisberger                            | Carolina Portesi Peroni and Michael Chrastecky                    |
| 2023/2024 | ピネローロ                 | シャルレーヌ・ギニャール / マルコ・ファッブリ         | Victoria Manni / Carlo Rothlisberger                              | Leia Dozzi / Pietro Papetti                                       |
| 2024/2025 | ヴァレーゼ                 | シャルレーヌ・ギニャール / マルコ・ファッブリ         | Victoria Manni / Carlo Rothlisberger                              | Leia Dozzi / Pietro Papetti                                       |

## 参考
- 国際スケート連盟Communication No.1404 (PDF)
- 国際スケート連盟Communication No.1330
- 国際スケート連盟Communication No.1271
- 2024-2025 結果
- 2022-2023 結果
- 2021-2022 結果
- 2019-2020 結果
- 2018-2019 結果
- 2017-2018 結果
- 2016-2017 結果
- 2015-2016 結果
- 2014-2015 結果
- 2013-2014 結果
- 2012-2013 結果
- 2011-2012 結果
- 2010-2011 アイスダンス結果
- 2010-2011 男女シングル・ペア結果
- 2009-2010 結果
- 2008-2009 結果
- 2007-2008 結果